# Myrmeleon paghmanus
Myrmeleon paghmanus är en insektsart som beskrevs av Hölzel 1972. Myrmeleon paghmanus ingår i släktet Myrmeleon och familjen myrlejonsländor. Inga underarter finns listade i Catalogue of Life.